# آدریانو (بازیکن فوتبال، زاده ۱۹۸۴)
آدریانو کُریا کلارو (به پرتغالی: Adriano Correia Claro) (زادهٔ ۲۶ اکتبر ۱۹۸۴) بازیکن فوتبال برزیلی است که در حال حاضر (۲۰۱۶) در Eupen بازی می‌کند. او فوتبال را از تیم فوتبال شهرشان آغاز کرد و در سال ۲۰۰۵ به اسپانیا رفت و به تیم سویا پیوست و ۵ سال در سویا بازی کرد.
او در این ۵ سال ۱۵۷ بازی انجام داد و ۱۱ گل به ثمر رساند. او در سال ۲۰۱۰ به بارسلونا پیوست.
در باشگاه فوتبال بارسلونا برای این تیم ۱۱۴ بازی انجام داد و ۹ گل نیز به ثمر رساند.
بعد از ۶ سال حضور در تیم بارسلونا به ترکیه رفت و به عضویت باشگاه بشیکتاش در آمد و هم اکنون نیز در این تیم بازی میکند.